# Перси, Ральф
Ральф Перси (англ. Ralph Percy; 11 августа 1425 — 25 апреля 1464) — английский рыцарь, один из младших сыновей Генри Перси, 2-го графа Нортумберленда, и Элеоноры Невилл. Участвовал в междоусобной войне Невиллов и Перси. Позже принимал участие в ряде сражений войны Алой и Белой розы на стороне Ланкастеров. После восхождения на престол Эдуарда IV несколько раз менял сторону. Погиб в битве при Хегли-Мур.

## Происхождение
Ричард происходил из аристократического рода Перси, представители которого занимали ведущие позиции в Северо-Восточной Англии. Его родоначальником был Жоселин де Лувен, младший сын графа Лувена и герцога Нижней Лотарингии Готфрида (Жоффруа) I Бородатого, происходившего из Лувенского дома, восходившего по женской линии к Каролингам. Жоселин перебрался в Англию после брака своей сестры, Аделизы Лувенской, с королём Генрихом I Боклерком и женился на Агнес де Перси, наследнице феодального барона Топклифа, благодаря чему их сын Ричард, принявший родовое прозвание матери, унаследовал владения первой креации рода Перси. Потомки Ричарда заняли ведущее место среди знати Северо-Восточной Англии, а свидетельством возросшей значимости рода стал тот факт, что Генри Перси, 4-й барон Перси, в 1377 году получил титул графа Нортумберленда. Генри поддержал смещение короля Ричарда II и возведение на английский престол Генриха IV Ланкастера, но позже его отношения с новым королём испортились. Его наследник Генри «Горячая Шпора» примкнул к восстанию против короля и был убит в битве при Шрусбери 21 июля 1403 года. Граф Нортумберленд не принимал непосредственного участия в битве, но почти не приходится сомневаться, что он участвовал в восстании. После короткого заключения он был прощён, но уже в мае 1405 года граф был вовлечён в ещё одно восстание. Его планы провалились и он был вынужден бежать в Шотландию, забрав с собой внука. Следующие годы ознаменовались для графа постоянными переездами и дальнейшими интригами. 19 февраля 1408 года он был убит в битве при Брамем Муре. Его внук Генри оставался в Шотландии до вступления на престол Генриха V в 1413 году, после чего заявил о своих правах на титул деда. В его деле ему помогла тётка короля Джоан Бофорт, графиня Уэстморленд, устроившая женитьбу Генри на своей дочери Элеоноре Невилл. Генриху V было выгодно помириться с Перси, учитывая их обширные владения на севере Англии, и в 1416 году для Генри Перси был воссоздан титул графа Нортумберленда.
В браке у Генри Перси и Элеоноры Невилл родилось минимум 12 детей. Ральф, вероятно, был седьмым по старшинству сыном. Основным наследником владений и титулов был его старший брат Генри Перси, носивший при жизни отца титул барона Пойнингса, а после его смерти ставший 3-м графом Нортумберлендом.

## Биография
Ральф родился 11 августа 1425 года в Леконфилде (Восточный райдинг Йоркшира). Всю свою жизнь он провёл в поддержке своей семьи и династии Ланкастеров, сторонниками которой были Перси. В Нортумберленде он в 1440-е и 1450-е году достаточно активно участвовал в различных комиссиях. Так в 1447, 1455 и 1460 годах он входил в состав комиссий по поддержанию мира, а в декабре 1459 года был в комиссии по проведению военного набора.
Между июлем 1448 и апрелем 1449 года Ральф был посвящён в рыцари. В 1450 году отец назначил его стюардом своего двора в Нортумберленде. В 1453—1454 годах Ральф принимал активное участие в междоусобной войне Невиллов и Перси. Поводом к ней послужила вражда между Томасом Перси, бароном Эгремонтом, одним из старших братьев Ральфа, и Джоном Невиллом, младшего сына Ричарда Невилла, графа Солсбери.
Летом 1453 года соперничество Невиллов и Перси переросло в открытую войну. 24 августа барон Эгремонт вместе с младшим братом Ричардом, собрав большой отряд из йоркширцев и своих людей из Коркемута, около Хеворта напал на свадебный кортеж Невиллов, возвращающийся со свадьбы Томаса Невилла, сына графа Солсбери, с племянницей Ральфа Кромвеля. В столкновении участвовали почти все представители кланов Невиллов и Перси. Хроники не указывают численность сторон. Отряд Перси, скорее всего, превышал тысячу человек и, вероятно, его численность была выше, чем у Невиллов, но и их сопровождала большая свита. Судя по всему, численность отряда Невиллов оказалась выше, чем ожидал Эгремонт. Результаты стычки неизвестны, также нет сведений о пострадавших.
В дальнейшем ситуация продолжала оставаться напряжённой. В октябре судя по всему произошло ещё одно столкновение между Невиллами и Перси в Топклифе. А затем к противостоянию на стороне Перси присоединился ещё и Генри Холланд, герцог Эксетер, который преследовал свои династические и территориальные интересы. В результате вражда разрослась ещё больше.
В январе 1454 года барон Эгремонт встретился в Таксфорде (Ноттингемшир) с герцогом Эксетером. После того как было получено известие о том, что он собирает силы для подготовки к предстоящему парламенту, его 3 марта вызвали в королевский совет. 10 мая барона Эксетера после осуждения в парламенте вновь вызвали в совет. В том же месяце герцог Йоркский, который в это время из-за недееспособности Генриха VI стал протектором королевства, желая прекратить войну Невиллов и Перси, решил лично отправиться на север против Эгремонта и Эксетера. Те собирали людей в Йоркшире, Камберленде и Уэстморленде и даже вели переговоры с шотландцами. В результате герцог Эксетер был захвачен и посажен под охрану в замок Понтефракт, но Эгремонт смог бежать. В июне в Йорке состоялась комиссия, расследовавшая деятельность Эксетера и Эгремонта, их обвиняли в вербовке людей, которые не находились на их службе.
В мае 1454 года королевский совет предписал вызвать в Лондон барона Пойнингса, старшего из сыновей графа Нортумберленда, и Ральфа Перси, чтобы призвать их к ответу за беспорядки в Йоркшире, однако это письмо так и не было отправлено. 31 октября 1454 года (по другим сведениям 1 или 2 ноября) около Стэмфорд Бридж, одного из поместий графа Солсбери, Томас и Джон Невиллы смогли организовать засаду, в которой барон Эгремонт вместе с младшим братом Ричардом Перси попал в плен. Гриффитс указывает, что в этом столкновении были сотни убитых и много раненых. Вероятно, что причиной победы Невиллов стало предательское бегство Питера Лоунда, судебного пристава принадлежавшего Перси поместья Поклингтон. Обоих сыновей графа Нортумберленда перевезли сначала в Мидлхемский замок, а потом передали под стражу герцогу Йоркскому. В ноябре братья предстали на заседании парламента, на котором они были осуждены за злоупотребления. Кроме того, им были присуждены огромные штрафы графу Солсбери, его жене и сыновьям на общую сумму до 16800 марок. Гриффитс указывает, что эта сумма была высчитана с учётом ущерба, нанесённого поместьям Невиллов во время войны. Также они были приговорены к заключению в Ньюгетскую тюрьму.
После начала войны Алой и Белой розы Ральф в мае 1455 года сражался в первой битве при Сент-Олбансе. В марте 1458 года он вместе с братом, бароном Пойнингсом, был оштрафованы за преступления против герцога Йоркского и его соратников на 2 тысячи марок. Также он принимал участие в битве при Уэйкфилде; впоследствии его называли одним из виновников гибели герцога Йоркского.
С 1451 года Ральф, возможно, жил в замке Данстанборо в качестве заместителя констебля. В 1457 году его назначили констеблем замка. Последние несколько лет он провёл в замках на северо-восточном побережье Англии. Судя по всему, Ральф не участвовал в проигранной Ланкастерами битве при Таутоне, поскольку не был схвачен впоследствии. В Михайлов день 1461 года он сдал замок Данстанборо ставшему королём Эдуарду IV, но ему было разрешено продолжить управлять им.
В октябре 1462 года, когда на северо-восточном побережье высадилась небольшая армия во главе с королевой Маргаритой Анжуйской, Ральф сдал ей Данстанборо и был назначен кастеляном замка Бамборо. К декабрю Бамборо и Данстанборо осадил Ричард Невилл, граф Уорик; в результате 27 декабря Перси вновь решил сменить сторону при условии, что он сохранит Бамборо, что и было сделано. 17 марта 1463 года Эдуард IV решил продемонстрировать доверие к Ральфу, предоставив ему полномочия принимать раскаявшихся мятежников, предоставляя им на своё усмотрение милость короля. Однако в это же время Перси в последний раз сменил сторону, позволив французско-шотландской армии сторонников Маргариты Анжуйской захватить Бамборо и Данстанборо.
К декабрю 1463 года к Ральфу в Бамборо присоединились Генри Бофорт, герцог Сомерсет и Генрих VI. В первые месяцы 1464 года Перси совместно с герцогом совершал набеги на Нортумберленд. Узнав, что барон Монтегю с небольшими силами направляется к шотландской границе, чтобы сопроводить шотландских послов, они попытались перехватить его. Хотя Монтегю узнал об этих планах и попытался избежать засады, Перси и Сомерсет атаковал его 25 апреля около Хегли-Мур. Ральф возглавлял авангард; армия была разбита, а самого его сбросила лошадь и он погиб. Легенда сообщает, что умирая он кричал о том, что «спас птицу у себя за пазухой», что, по мнению ряда исследователей, означало, что он сдержал клятву верности Генриху VI. Однако это достаточно странное толкование, поскольку он неоднократно изменял обеим сторонам конфликта.
Нам месте, где погиб Ральф, до сих пор стоит колонна, которую называют «Крест Перси».

## Брак и дети
Жена: не позже 1452 Элеонора (умерла после 1498), дочь Лоуренса Эктона из Эктона (Нортумберленд) и Матильды. Дети:
- сэр Генри Перси (умер в 1486)[14].
- сэр Ральф Перси (умер после 1489)[14].
- Джордж Перси (умер в 1500)[14].
- Маргарет Перси[14].

Потомство Ральфа Перси по мужской линии угасло в 1611 году.